# Группа вековых насаждений (Чернигов)
«Группа вековых насаждений» — ботанический памятник природы местного значения, расположенный на территории Деснянского района Черниговского горсовета (Черниговская область, Украина). Площадь — 0,2 га.

## История
Статус памятника природы присвоен решением Черниговского облисполкома от 27.04.1964 года № 236 с целью сохранения, охраны и использования в эстетических, воспитательных, природоохранных, научных и оздоровительных целях наиболее ценных природных комплексов. На территории памятника природы запрещена любая хозяйственная деятельность, в том числе ведущая к повреждению природных комплексов.

## Описание
Памятник природы расположен внутри городской застройки: по адресу улица Шевченко, 55 и 55А — Черниговский военно-исторический музей. Деревья не ограждены, есть охранный знак.
Абсолютная высота местности, где расположен памятник природы — 117 м над уровнем моря.

## Природа
Объект охраны — группа деревьев (дубы, клёны, липы, сосна). На местности дубов не выявлено.